# Сампэй, Юко
Юко Сампэй (яп. 三瓶 由布子 Сампэй Юко, род. 28 февраля 1986, Токио) — японская сэйю.

## Биография
Юко Сампэй хотела стать сэйю с пятого класса. В 10 лет начала работать в театральной компании Wakakusa. Первую роль получила ещё в средней школе. При озвучивании своего персонажа испытывала трудности при чтении текста, отчасти из-за того, что нервничала, а также потому, что знала ещё не все иероглифы.
Глубокий голос Юко хорошо подошёл для озвучивания ролей мальчиков. Значимой ролью, к примеру, стало озвучивание Рентона Тёрстона в аниме Eureka 7. Работала также над дубляжом западных шоу, радиопрограмм и игр.
Первая женская роль, принёсшая ей популярность, — Нодзоми Юмэхара в Yes! PreCure 5. В этом качестве Юко озвучила два сериала и два полнометражных фильма.
С 1 октября 2011 года работает в агентстве Axl One.
28 февраля 2013 году сообщила о браке, в октябре 2014 году родила ребёнка.

## Работы

### Аниме-сериалы
2000:
- Daa! Daa! Daa! (Каната Сайондзи)

2001:
- Ojarumaru (различные роли)

2002:
- Galaxy Angel A (Кокомо Пэро)
- Monkey Typhoon (мальчик)

2003:
- Di Gi Charat Nyo! (Пондзу)
- Galaxy Angel AA (Кокомо Пэро)
- Nanaka 6/17 (различные роли)

2004:
- DearS (Такэя Икухара)
- Galaxy Angel X (Кокомо Пэро)
- Jubei-chan 2 ~The Counter Attack of Siberian Yagyu~ (Дзюбэй Ягью)
- School Rumble (Сюдзи Харима)
- Sweet Valerian (Масао-кун)

2005:
- Canvas 2 ~Niji Iro no Sketch~ (школьница)
- Eureka Seven (Рентон Тёрстон)
- Gyagu Manga Biyori (различне роли)
- MÄR (Торо)
- Mushishi (Синра Ёрои)
- Onegai My Melody (Рё Ота)

2006:
- Aria (Акацуки Идзумо)
- Bokura ga Ita (ребёнок)
- D.Gray-man (Джин Рассел)
- Gintama (Сейта)
- Onegai My Melody: Kuru Kuru Shuffle! (Рё Ота)
- Otogi-Juushi Akazukin (Сота Судзукадзэ)
- Ouran High School Host Club (различные роли)
- Robotboy (девушка-робот)
- School Rumble Nigakki (Сюдзи Харима)
- Soreike! Anpanman (различные роли)
- Shinseiki Duel Masters Flash (Касуми)
- Yume Tsukai (Кэнтаро)

2007:
- Koisuru Tenshi Angelique: Kagayaki no Ashita (Мэтт)
- Bokurano (Ёко Мати)
- Darker than Black (Маки)
- Hello Kitty Ringo no Mori to Parallel Town (Генри)
- Les Misérables: Shoujo Cosette (различные роли)
- Myself ; Yourself (Сюсукэ Вакацуки (в детстве))
- Katekyo Hitman Reborn! (Фуута де ла Стелла, Лавина)
- Sola (Такэси Цудзидо (в детстве))
- Shakugan no Shana II (Юрий Чвойка)
- Yes! PreCure 5 (Нодзоми Юмэхара)

2008:
- Blassreiter (Джозеф Джобсон (10 лет))
- Dazzle (Элмер)
- Inazuma Eleven (Тэруми Афуро)
- Kaiba (Копи Уорп)
- Нейро Ногами: детектив из Ада (Эри Хосино)
- Noramimi (Сюити)
- Yes! PreCure 5 Go Go! (Нодзоми Юмэхара)
- Xam'd: Lost Memories (Накиями)
- Robotboy (девушка-робот)

2009:
- Natsu no Arashi! (Хадзимэ Ясака)
- Fullmetal Alchemist: Brotherhood (Селим Брэдли)
- Kimi ni Todoke (Тидзуру Ёсида)
- Saki (Кадзуэ Нампо)

2010:
- Seikon no Qwaser (Александр Николаевич Хэлл)
- Arakawa Under the Bridge (Тэцуо)
- Metal Fight Beyblade (Масамунэ Кадоя)
- Школьные войны (Кансуи Буньяку)
- Mitsudomoe (Синъя Сато)
- Tamagotchi! (Мелодичи)

2011:
- Seikon no Qwaser II (Александр Николаевич Хэлл)
- Nekogami Yaoyorozu (Гонта)
- Yu-Gi-Oh! Zexal (Харуто Тэндзё, Обоми)
- The Idolmaster (Рё Акидзуки)

2012:
- Area no Kishi (Какэру Аидзава)
- Aikatsu! (Какэру Оута)

2014
- Majin Bone (Гилберт, Лео Боун)

### OVA
- Alien Nine (Хироси Иванами)
- FLCL (девушка)
- Grrl Power (Акира)
- Hiyokoi (Нацуки Аидзава)
- My-Otome 0~S.ifr~ (Эллиот Чендлер)
- Majokko Tsukune-chan (различные роли)

### Фильмы
- Doraemon: Nobita no Himitsu Dougu Museum (2013) (Курт)[2]

### Видеоигры
- Jojo's Bizarre Adventure: All Star Battle (Наранча Гирга)
- .hack//LINK (Токио Курю)
- Another Century's Episode 3 (Рентон Тёрстон)
- Luminous Arc (Тео)
- Minna no Golf Portable 2 (Лео)
- Castlevania Judgment (Эрик Лекарде)
- Fantasy Earth: Zero (Элла)
- Tales of Graces (юный Ричард)
- The Idolmaster Dearly Stars (Рё Акидзуки)
- Super Robot Wars Z (Рентон Тёрстон)
- Super Robot Wars Z: Special Disc (Рентон Тёрстон)
- Hyperdimension Neptunia Mk2 (Кэй Дзингудзи)
- Rune Factory 4 (Ноэл)
- Arknights (Aak)
- Genshin Impact (Мика)

### Дублирование
- Принцесса и лягушка (Шарлота «Лотти» Ла Буфф)
- Island of the Metal Soldats (Алиса)
- Гостья из будущего (Алиса)